# Ailuroedus buccoides
Ailuroedus buccoides là một loài chim trong họ Ptilonorhynchidae.

## Hình ảnh

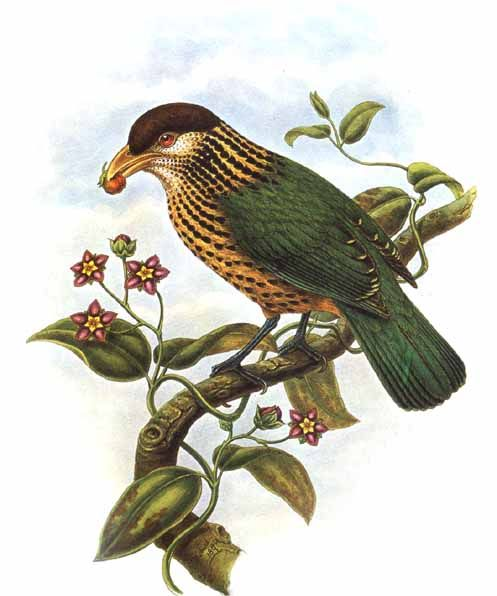
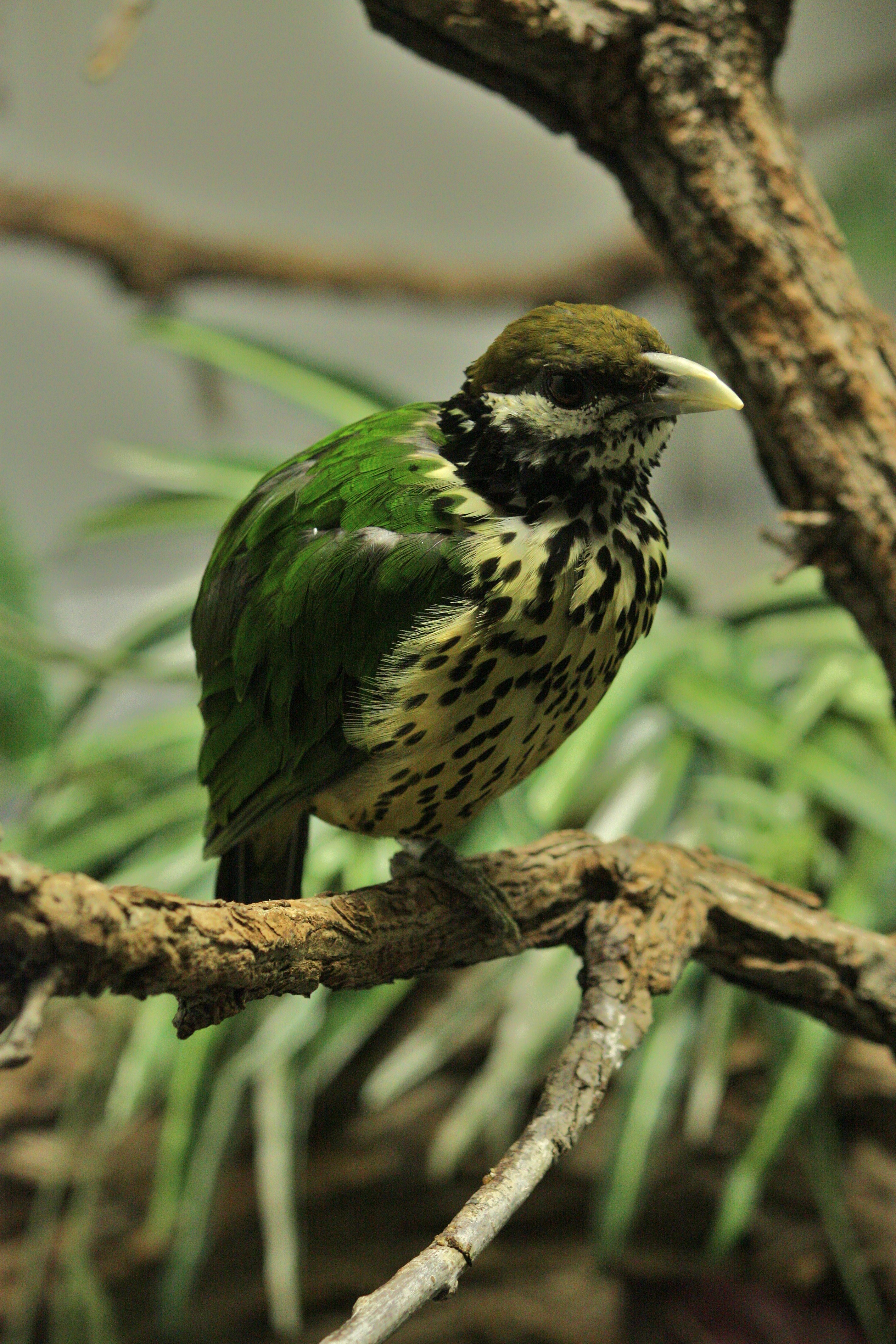
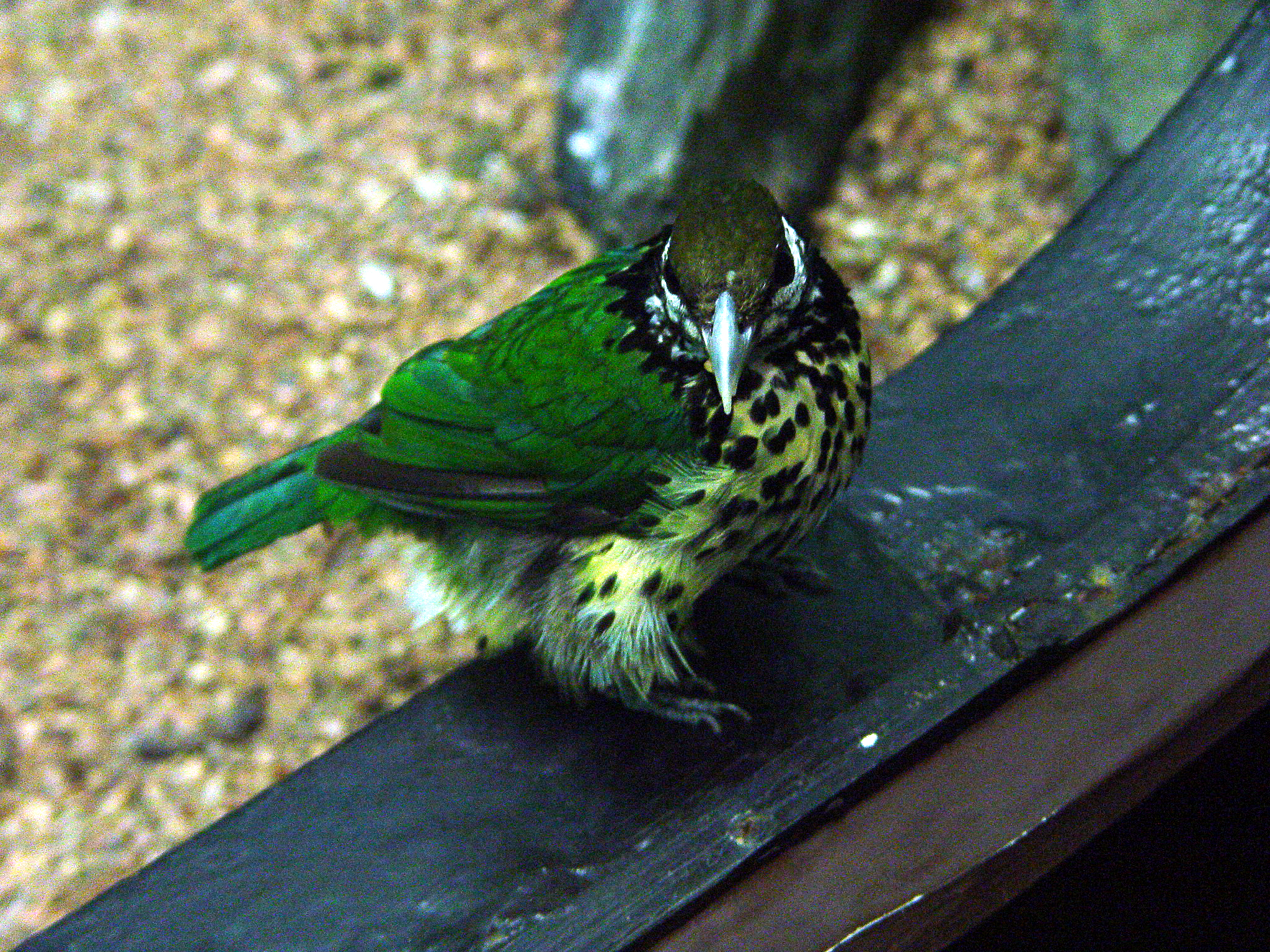